# An Intern's Guide to the Galaxy
An Intern's Guide to the Galaxy is de vijfde aflevering van het elfde seizoen van de televisieserie ER, die voor het eerst werd uitgezonden op 4 november 2004.

## Verhaal
Dr. Rasgotra begint aan haar eerste dag terug op de SEH, zij wordt meteen geconfronteerd met de eis van dr. Pratt om veel patiënten te behandelen in haar dienst. Zij krijgt hierbij hulp van de nieuwe studente Jane Figler die haar veel persoonlijke vragen stelt, dit tot haar grote wanhoop. 
Dr. Pratt legt de studentes een wedstrijd op wie de meeste patiënten wegwerkt, dr. Barnett leidt al snel de competitie. Hij maakt in zijn snelle werken een pijnlijke fout bij een patiënt, in de haastigheid legt hij de nabestaande niet goed uit wat orgaandonatie inhoudt en dit ontaard in een pijnlijke situatie. 
Dr. Lockhart krijgt een patiënte die seks heeft gehad met man die besmet is met hiv, zij regelt voor haar een duur medicijn door voor te doen dat zij zelf een besmette naald is geraakt.  
Dr. Carter is gecharmeerd van de nieuwe maatschappelijk werkster, Wendall Meade. 

## Rolverdeling

### Hoofdrollen
- Noah Wyle - Dr. John Carter
- Maura Tierney - Dr. Abby Lockhart
- Mekhi Phifer - Dr. Gregory Pratt
- Goran Višnjić - Dr. Luka Kovac
- Sherry Stringfield - Dr. Susan Lewis
- Parminder Nagra - Dr. Neela Rasgrota
- Shane West - Dr. Ray Barnett
- Leland Orser - Dr. Lucien Dubenko
- Scott Grimes - Dr. Archie Morris
- Linda Cardellini - verpleegster Samantha 'Sam' Taggart
- Laura Cerón - verpleegster Chuny Marquez
- Kyle Richards - verpleegster Dori
- Michelle Bonilla - ambulancemedewerker Christine Harms
- Brian Lester - ambulancemedewerker Brian Dumar
- Louie Liberti - ambulancemedewerker Bardelli
- Mädchen Amick - Wendall Meade
- Sara Gilbert - Jane Figler

### Gastrollen (selectie)
- Jose Pablo Cantillo - Juan Enriquez
- Kathleen Gati - Stacy Coleman
- Juliette Jeffers - Elena Flemming
- Glenn Morshower - Rick Decoyte
- Liza Del Mundo - Severa
- Daniel Farber - Griffin
- Garvin Funches - Brandon Kirk
- Terrence Hardy Jr. - Lucas Kirk
- Sumalee Montano - Duvata Mahal
- Eduardo Ortiz - Jackson